# Ministère de la Fonction publique, de l'Emploi, du Travail, de la Modernisation de l'administration et de la Formation professionnelle
 (juin 2018).
Si vous disposez d'ouvrages ou d'articles de référence ou si vous connaissez des sites web de qualité traitant du thème abordé ici, merci de compléter l'article en donnant les références utiles à sa vérifiabilité et en les liant à la section « Notes et références ».
Cet article présente une liste des Ministres de la Fonction Publique, de l'Emploi, du Travail, de la Modernisation de l'administration et de la Formation professionnelle.

## Les  Ministres de la Modernisation de l’administration
Listes des Ministres de la Modernisation de l’administration
| Ministres           | Gouvernement                  | Mandats                                             | Parti             |
| ------------------- | ----------------------------- | --------------------------------------------------- | ----------------- |
| Tea Frogier         | Gouvernement Édouard Fritch V | 23 mai 2018-17 septembre 2020                       | Tapura Huiraatira |
| Christelle Lehartel | Édouard Fritch V              | 17 septembre 2020- 16 mai 2023                      | Tapura Huiraatira |
| Vannina Crolas      | Gouvernement Brotherson       | 16 mai 2023- en fonction (2 ans, 2 mois et 2 jours) | Tavini Huiraatira |